# 1I/ʻOumuamua
Oumuamua (do havaiano: "mensageiro de longe que chegou primeiro"), formalmente designado 1I/'Oumuamua (anteriormente C/2017 U1 (PANSTARRS) e A/2017 U1) é um objeto interestelar que passou pelo Sistema Solar em uma trajetória altamente hiperbólica, descoberto por Robert Weryk em 19 de outubro de 2017, com observações feitas pelo telescópio Pan-STARRS, quando o objeto estava distante 0,2 UA (30 000 000 km) da Terra. Inicialmente classificado como um cometa, reclassificado como um asteroide uma semana depois. Sendo o primeiro objeto externo ao Sistema Solar descoberto, e também o primeiro de uma nova classe chamada asteroides hiperbólicos.
Observou-se que a excentricidade orbital de ʻOumuamua é de 1,20, a mais alta que qualquer objeto já observado no Sistema Solar. Esta característica indica que este nunca esteve gravitacionalmente ligado ao Sistema Solar e é um objeto interestelar devido à alta velocidade de entrada. Por ser mais rápida que o esperado, astrônomos da Universidade de Harvard cogitaram a possibilidade de o objeto ser artificial de origem alienígena e de caráter investigatório. Mas, um estudo de 2021 argumenta que o objeto interestelar é parte de um planeta semelhante a Plutão em outro sistema solar.

## Etimologia
Inicialmente o objeto foi nomeado de C/2017 U1, porque foi assumido como um cometa, mas foi renomeado para A/2017 U1 após este não apresentar atividade cometária. Depois que sua natureza interestelar foi confirmada, foi renomeado para "1I/'Oumuamua", onde: "1" determina que este é o primeiro desse tipo de objeto astronômico a ser descoberto; "I" determina ser algo interestelar, e; "'Oumuamua'" é uma palavra havaiana que significa "um mensageiro de longe que chegou primeiro".

## Origens e estrutura molecular

Esta animação mostra a trajetória de 1I/Oumuamuaa enquanto passava por todo o nosso sistema solar em setembro e outubro de 2017

Depois de notar que Oumuamua exibe aceleração não gravitacional, o chefe do departamento de astronomia da Universidade de Harvard sugeriu que poderia ser uma sonda de navegação solar. Mais tarde, o estudo publicado por Seligman & Laughlin em 2020 - depois que observações do Telescópio Espacial Spitzer estabeleceram limites rígidos para a liberação de moléculas baseadas em carbono - sugeriu que se Oumuamua fosse um iceberg de hidrogênio, então o gás hidrogênio puro que lhe proporciona um impulso semelhante a um foguete, que teria escapado da detecção. A teoria é baseada na suposição de que o gelo H2 pode se formar em densas nuvens moleculares. Se isso for verdade, objetos com essa formação podem ser abundantes no universo (o gelo H2 também foi proposto para explicar a matéria escura). O local mais provável para a produção de icebergs de hidrogênio é nos ambientes mais densos do meio interestelar. No entanto, esses ambientes estão muito distantes e não são propícios ao desenvolvimento de icebergs de hidrogênio. Além disso, em regiões com alta densidade de gás, o aquecimento colisional por colisões de gás pode sublimar rapidamente o manto de hidrogênio nos grãos, impedindo-os de crescer ainda mais. 
Para formar um objeto com o tamanho de km, é preciso primeiro formar grãos de micron, então esses grãos crescem por colisões pegajosas, mas no caso de um iceberg de hidrogênio, essa teoria não se sustentaria.  A sublimação térmica por aquecimento colisional em GMCs poderia destruir icebergs de hidrogênio molecular do tamanho de Oumuamua antes de sua fuga para o meio interestelar como matéria escura. O resfriamento evaporativo nessas situações não reduz o papel da sublimação térmica pela luz das estrelas na destruição de objetos de gelo H2. Apesar de promessas anteriores afirmações, o objeto interestelar não é feito de gelo de hidrogênio molecular, o debate sobre as origens e estrutura molecular de Oumuamua continua atualmente.
Por causa da velocidade do objeto, mais rápida que o esperado (com pico a 87,71 km/s no periélio), astrônomos da Universidade de Harvard cogitaram a possibilidade de o objeto ser artificial de origem alienígena, sendo usado para investigar a Terra. Todavia, a maioria dos cientistas da área rechaça essa hipótese. Pois, um estudo de 2021 argumenta que o objeto interestelar é parte de um planeta semelhante a Plutão (exo-Plutão) em outro sistema solar.

## Características

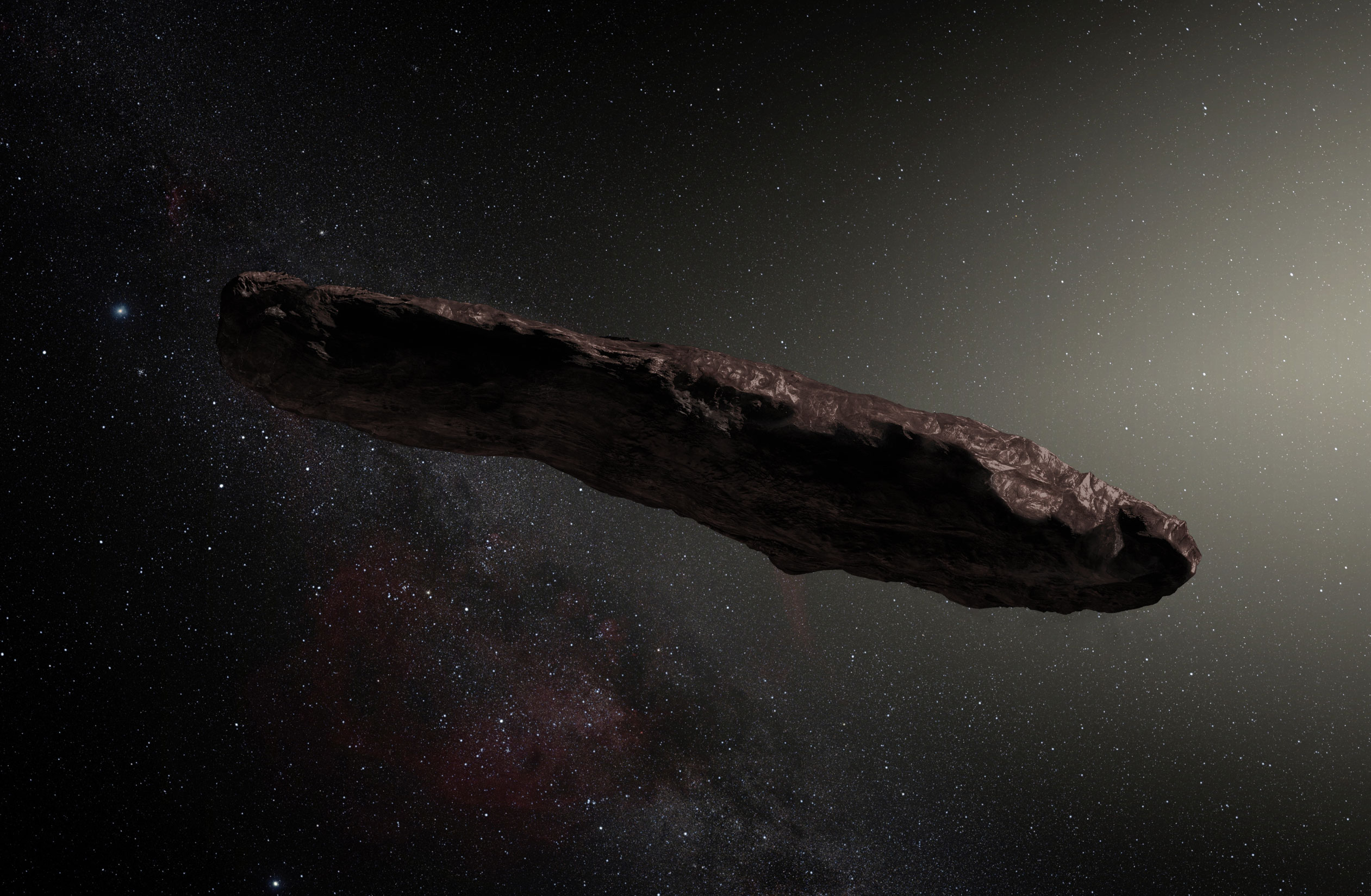
Impressão artística de Oumuamua

Com base em um arco de observação de 29 dias, observou-se que a excentricidade orbital de ʻOumuamua é de 1,20, a mais alta que qualquer objeto já observado no Sistema Solar. O recorde anterior era do C/1980 E1, com uma excentricidade orbital de 1,057. Esta alta excentricidade do 'Oumuamua indica que nunca esteve gravitacionalmente ligado ao Sistema Solar e é um objeto interestelar devido à sua alta velocidade de entrada. Tendo uma inclinação de 123° em relação à eclíptica e uma velocidade orbital de 26,33 km/s em relação ao Sol quando no espaço interestelar, que atingiu o pico a 87,71 km/s no periélio.
O corpo celeste tem cerca de 400 metros de comprimento e 40 metros de largura.x